# Шаумциян, Сурен Бабкенович
Сурен Бабкенович Шаумциян — советский хозяйственный, государственный и политический деятель.

## Биография
Родился в 1928 году в Баку. Член КПСС.
Выпускник Бакинского политехнического института. С 1952 года — на хозяйственной, общественной и политической работе. В 1952—1996 гг. — мастер цеха, начальник смены, заместитель начальника цеха, начальник цеха, заместитель директора, директор завода/генеральный директор производственного объединения «Дагдизель»
Лауреат Государственной премии СССР.
Заслуженный машиностроитель РСФСР.